# Resolución 598 del Consejo de Seguridad de las Naciones Unidas
La Resolución 598 de Consejo de Seguridad de las Naciones Unidas S/RES/0598 (1987), (UNSC resolución 598) fue adoptada unánimemente el 20 de julio de 1987, después de recordar la Resolución 582 y 588, que llamó a una tregua inmediata entre Irán e Irak y la repatriación de prisioneros de guerra, y para ambos bandos el retiro hacia la frontera internacional. La resolución pidió al Secretario General que enviara un equipo de observadores para supervisar la tregua mientras se alcanzaba un arreglo permanente para terminar con el conflicto. Se hizo efectivo el 8 de agosto de 1988, acabando con todas las operaciones de combate entre los dos países y la guerra entre Irán e Irak. Jomeiní había sido citado sobre su opinión respecto al alto al fuego donde  declaró. "Felices aquellos que partieron a través del martirio. Infeliz estoy yo que aún sobrevivo.... Tomar esta decisión es más mortal que beber de un cáliz envenenado. Me sometí a la voluntad de Alá y tomé este trago para su satisfacción", después de anunciar que Irán había firmado un alto al fuego con Irak (20 de julio de 1988).

## Después de la aceptación de la Resolución 598
Irán e Irak habían aceptado la Resolución 598 el 20 de julio de 1988. [necesita verificación]
Ambos bandos eventualmente se retiraron a las fronteras internacionales en las siguientes semanas, con la Resolución 598 haciéndose efectiva el 8 de agosto, finalizando todas las operaciones de combate entre las dos naciones. Las Fuerzas de la paz de las Naciones Unidas que pertenecían a la misión UNIIMOG tomaron el campo, permaneciendo en las frontera Irán–Irak hasta 1991.